# Breakin' 2: Electric Boogaloo
Breakin' 2: Electric Boogaloo é um filme de 1984 que dá seqüência à Breakin', lançado no mesmo ano. Em alguns mercados, o filme ficou conhecido como Breakdance 2: Electric Boogaloo.

## Trilha sonora
1. "Electric Boogaloo" - Ollie & Jerry
2. "Radiotron" - Firefox
3. "Din Daa Daa" - George Kranz
4. "When I.C.U." - Ollie & Jerry
5. "Gotta Have the Money" - Steve Donn
6. "Believe in the Beat" - Carol Lynn Townes
7. "Set it out" - Midway
8. "I Don't Wanna Come Down" - Mark Scott
9. "Stylin' Profilin'" - Firefox
10. "Oye Mamacita" - Rags & Riches